# Амула
А́мула (устар. Амуле, Амуль, Аммул, Аммалит; латыш. Amula) — река в Латвии, левый приток среднего течения Абавы в бассейне Венты. Течёт по территории Ремтской и Гайкской волостей Салдусского края и Зантской, Ванской, Маткульской и Кандавской волостей Тукумского края.
Длина реки составляет 60,7 км (по другим данным — 44 км, 55 км или 66 км). Площадь водосборного бассейна равняется 198 км² (по другим данным — 193 км²). Объём годового стока — около 0,05 км³. Уклон — 1,4 м/км, падение — 76 м.
Амула начинается на высоте 112 м над уровнем моря в лесисто-болотистой местности северо-западнее села Ремте около озера Ремтес. Течёт в основном на север по Салдусскому всхолмлению. Устье Амулы находится в 67 км по левому берегу Абавы на высоте 30,3 м над уровнем моря, западнее села Калнмуйжа.